# Gumersindo Rico González
Gumersindo Rico González (Ḷḷuarca, 1891 - 21 de setembre de 1957) fou un advocat, empresari i polític asturià. El 1922 s'instal·là a Madrid com a director gerent de la delegació comercial de la International Western Electric Company (IWEC), empresa del sector telefònic. El 1924 fou un dels artífex juntament amb Sosthenes Behn, president de la ITT, de la fundació de la Companyia Telefónica, de la que en fou secretari general del Consell d'Administració. A les eleccions generals espanyoles de 1933 fou elegit diputat per la província de Lugo com a republicà independent.